# Ignition (álbum)
Ignition es el segundo álbum de estudio publicado por la banda de punk estadounidense The Offspring. Fue el segundo álbum de The Offspring producido por Thom Wilson, y fue lanzado el 16 de octubre de 1992, por Epitaph Records, marcando su primer lanzamiento en esa discográfica.
El álbum fue lanzado durante la era del rock alternativo y del grunge. Trajo un pequeño éxito al grupo en el sur de California, de esta manera The Offspring comenzó a reunir seguidores. Este éxito seguiría creciendo con su posterior álbum Smash.  "Kick Him When He's Down" fue lanzado como un sencillo promocional en 1995, después de que la banda había aumentado su popularidad, siendo uno de los pocos sencillos que no incluyeron en el álbum Greatest Hits. "Dirty Magic", la sexta canción de Ignition, fue regrabada para el noveno álbum de estudio de The Offspring, Days Go By, lanzado en el 2012.

## Antecedentes y grabación
En 1991, The Offspring se asoció con el productor Thom Wilson para grabar el EP instrumental de 7" llamado Baghdad. Este EP fue fundamental para lograr que la banda firme con Epitaph Records. Wilson había estado tratando de que The Offspring firmara para Epitaph, sello dirigido por el guitarrista de Bad Religion, Brett Gurewitz. Gurewitz sentía que The Offspring no eran lo suficientemente importantes para su sello, pero el EP Baghdad lo convenció para darle a la banda una oportunidad. Gracias al éxito del Baghdad, The Offspring consiguió grabar su segundo álbum de larga duración. De esta manera, en junio de 1992, la banda entró en dos estudios de grabación, Westbeach Recorders y Track Record, para grabar Ignition, de forma similar al programa de producción que utilizaron para grabar The Offspring y Baghdad, que fueron grabados en un solo mes (marzo de 1989 y febrero de 1991 respectivamente).
Parte del material ("Take It Like a Man", que fue grabado originalmente en 1991 para una recompilación de las revistas Flipside y The Big One, y "Get It Right", que ya aparecía en Baghdad) son versiones actualizadas de canciones que fueron grabadas en torno a la era The Offspring/Bagdad. El álbum también tuvo una canción descartada, llamada "Mission from God", que fue lanzada más tarde en el álbum recopilatorio Punk-O-Rama vol. 10, en el 2005.

## Lanzamiento y recepción
Ignition fue lanzado a través de Epitaph Records el 16 de octubre de 1992. El álbum otorgó a The Offspring un pequeño éxito en la región del sur de California, principalmente en las áreas de San Diego, Orange County y Los Ángeles (donde el álbum fue grabado). Aunque Ignition no contiene ningún videoclip, "Kick Him When He's Down" fue lanzado como sencillo en 1995, pero solamente en Airplay. La banda se sorprendió por la cantidad de ventas que consiguió el álbum, el cual superó el millón de copias en todo el mundo al momento de su lanzamiento. Ignition fue certificado como Oro el 22 de enero de 1996, casi dos años después del lanzamiento de Smash.
El álbum recibió críticas generalmente favorables en los años transcurridos desde su lanzamiento, con varios críticos que han considerado a Ignition como uno de los mejores álbumes de The Offspring. En octubre de 2011, el álbum ocupó el puesto número dos (entre el Dirt de Alice in Chains y el Generator de Bad Religion) en la lista de la revista Guitar World, que clasificó los diez mejores álbumes de guitarra de 1992. Punknews.org clasificó al álbum como de 5 estrellas de 5, argumentando: "Cada canción es una ganadora en este disco, sin rellenos...".
El 17 de junio de 2008, Epitaph relanzó Ignition, junto con Smash, en forma remasterizada. Esta reedición fue lanzada el mismo día que el álbum Rise and Fall, Rage and Grace.

## Lista de canciones
Todas las canciones fueron escritas y compuestas por The Offspring, excepto las que se indiquen.
| N.º                   | Título                    | Notas                                       | Duración |  |
| 1.                    | «Session»                 | Dexter Holland, Kristine Luna, Jill Eckhaus | 2:32     |  |
| 2.                    | «We Are One»              |                                             | 3:59     |  |
| 3.                    | «Kick Him When He's Down» |                                             | 3:16     |  |
| 4.                    | «Take It Like a Man»      |                                             | 2:55     |  |
| 5.                    | «Get It Right»            |                                             | 3:06     |  |
| 6.                    | «Dirty Magic»             |                                             | 3:48     |  |
| 7.                    | «Hypodermic»              |                                             | 3:21     |  |
| 8.                    | «Burn It Up»              |                                             | 2:42     |  |
| 9.                    | «No Hero»                 |                                             | 3:22     |  |
| 10.                   | «L.A.P.D.»                |                                             | 2:45     |  |
| 11.                   | «Nothing from Something»  | Dexter Holland, Marvin Fergusen             | 3:00     |  |
| 12.                   | «Forever and a Day»       |                                             | 2:37     |  |
| Duración total: 37:23 |                           |                                             |          |  |

## En la cultura popular
- En la película de 1994 The Chase (Con la poli en los talones), suena en una escena la canción Forever And A Day, y en los créditos, Take it Like a Man.[9]
- La canción Get It Right aparece en el documental Punk's Not Dead.[10]

## Listas y certificaciones
| Listas (1995)                        | Sencillo                | Posición |
| ------------------------------------ | ----------------------- | -------- |
| EE. UU. Billboard Modern Rock Tracks | Kick Him When He's Down | N.º 22   |

| País           | Certificación | Fecha               | Ventas  |
| -------------- | ------------- | ------------------- | ------- |
| Canadá         | Oro           | 12 de enero de 1996 | 50 000  |
| Estados Unidos | Oro           | 22 de enero de 1996 | 500 000 |

## Créditos

### The Offspring
- Dexter Holland - Guitarra, vocalista
- Noodles - Guitarra, Coros
- Greg K. - Bajo
- Ron Welty - Batería

### Otros
- Grabado y mezclado por Thom Wilson en Westbeach Recorders, Hollywood, EE. UU.
- Grabado y mezclado por Ken Paulakovich en Track Record, North Hollywood, EE. UU.
- Producido por Thom Wilson
- Ingenieros asistentes: Donnell Cameron y Joe Peccerillo
- Masterizado por Eddie Schreyer